# Хоменциська-Дуже
Хоменциська-Дуже (пол. Chomęciska Duże) — село в Польщі, у гміні Старе Замостя Замойського повіту Люблінського воєводства. Населення — 649 осіб (2011).

## Історія
За даними етнографічної експедиції 1869—1870 років під керівництвом Павла Чубинського, у селі переважно проживали польськомовні римо-католики, меншою мірою — греко-католики, які також розмовляли польською.
У 1975—1998 роках село належало до Замойського воєводства.

## Демографія
Демографічна структура станом на 31 березня 2011 року:
|          | Загалом | Допрацездатний вік | Працездатний вік | Постпрацездатний вік |
| -------- | ------- | ------------------ | ---------------- | -------------------- |
| Чоловіки | 335     | 75                 | 216              | 44                   |
| Жінки    | 314     | 69                 | 171              | 74                   |
| Разом    | 649     | 144                | 387              | 118                  |